# 武向平
武向平（1961年1月—），男，陕西黄龙人，中国天文学家，中国科学院院士。

## 生平
1982年毕业于西北电讯工程学院，1985年获该校硕士学位，1989年获中国科学院北京天文台博士学位。2011年当选为中国科学院院士。2018年1月，当选第十三届全国政协委员。